# Rocroithys
Rocroithys is een geslacht van weekdieren uit de klasse van de Gastropoda (slakken).

## Soorten
- Rocroithys niveus Sysoev & Bouchet, 2001
- Rocroithys perissus Sysoev & Bouchet, 2001